# Keydān
Keydān (persiska: كيدان) är en ort i Iran.   Den ligger i provinsen Lorestan, i den nordvästra delen av landet, 300 km sydväst om huvudstaden Teheran. Keydān ligger 1 487 meter över havet och antalet invånare är 909.
Terrängen runt Keydān är varierad.Runt Keydān är det tätbefolkat, med 257 invånare per kvadratkilometer. Närmaste större samhälle är Borujerd, 10,8 km norr om Keydān. Trakten runt Keydān består till största delen av jordbruksmark.